# Psalm 90
Der 90. Psalm ist ein biblischer Psalm Moses aus dem vierten Buch des Psalters. Thema dieses Klagepsalms und Klagegebets ist die menschliche Vergänglichkeit. Im Zentrum steht Vers 12 mit der Bitte an Gott, uns zu guter Erkenntnis angesichts unseres sicheren Todes zu führen: „Lehre uns, unsere Tage zu zählen“.

## Gliederung
Der Psalm lässt sich in folgende Abschnitte gliedern:
- Vers 1–11: Mose beschreibt die Hinfälligkeit und Schwachheit des Menschen (Ps 90,1–11 EU)
- Vers 12–17: Das Gebet Moses (Ps 90,12–17 EU)

## Autor
Der Psalm wird Mose zugeordnet, zählt zu den Mosekompositionen und verweist sprachlich auf das Bittgebet des Mose (Ex 32 ), das Lied des Mose (Dtn 32 ) und den Segen des Mose (Dtn 33 ).

## Inhalt
Der Text beginnt mit einer Gottesanrufung. Die Verse 1–2 rufen in Erinnerung, dass der ewige Gott die Menschen stets vor Gefahren geschützt hat. Auf die Betonung der göttlichen Ewigkeit folgt dann in 3–10 eine Vergänglichkeitsklage und Anklage Gottes. In klaren Worten wird beschrieben, dass Gott die Menschen sterben lässt. Die Kürze des menschlichen Lebens steht in Kontrast zur Existenz Gottes. Diese Klage mündet in Vers 11–12 in die Bitte an Gott, die Sterblichkeit akzeptieren zu können, so dass „das Leben als Gottes Gabe angenommen und erfüllt gelebt werden kann“. Nun folgt ein „Bitten um ein Eingreifen Gottes (V 11–16) mit Ausblick in eine heilvollere Zukunft (V 17)“. Dieser Schlussteil des Psalms nimmt sprachliche Motive vom Anfang auf (3: Kehrt zurück [Menschen], 11: Kehre zurück [Gott]; Tag; Morgen). Zugleich bildet er inhaltlich eine Brücke zum folgenden Psalm 91 (Verheißung einer guten Zukunft) und sprachlich zu Psalm 92 (Dank).

## Vertonungen
- Heinrich Bellermann vertonte den Psalm 90 in einer Motette
- Martin Blumner: Psalm 90
- Holger Hantke: Psalm 90,10 (Fassung für Vorsänger und einstimmige Schola oder für Vorsänger und vierstimmigen Chor SATB und Instrumente), Edition Punctum Saliens, Bielefeld 2010
- Heinrich von Herzogenberg : Herr Gott, du bist unsre Zuflucht Psalm 90,1–3.12, aus: Liturgische Gesänge op. 92, IV2, aus: Zum Totensonntag (Motette)
- Nicola LeFanu: Verses From Psalm 90 für Sopran und Chor
- Ulrich Nehls: Psalm 90 – Herr du bist unsere Zuflucht
- Heinrich Gottfried Reichard: Herr du bist unsre Zuflucht für und für – Psalm 90[8]
- Maria Scharwieß: Der 90. Psalm (1989) für Chor und Orchester. UA 1989 Berlin (Deutscher Evangelischer Kirchentag)
- Charles Ives: Psalm 90 für Chor, Orgel und Glocken